# William Daniels (aktor)
William Daniels (ur. 31 marca 1927 w Brooklynie) – amerykański aktor.
W dzieciństwie występował w rodzinnym zespole wokalno-tanecznym The Daniels Family, który działał na terenie stanu Nowy Jork, brał także udział w eksperymentalnej transmisji telewizyjnej w 1941. W 1949 ukończył studia na Northwestern University w Evanston (Illinois).
Jako aktor broadwayowski zyskał m.in. uznanie za rolę prezydenta Johna Adamsa w musicalu 1776 (1969); był nominowany do nagrody Tony, ale nominacji tej nie przyjął, ponieważ ze względów proceduralnych nie zgłoszono go w kategorii "główna rola męska". Grał prezydenta Adamsa także w wersji filmowej 1776 (1972). W innych produkcjach kreował role jeszcze dwóch Adamsów – prezydenta Johna Quincy'ego oraz organizatora herbatki bostońskiej Samuela.
Z innych znanych ról Danielsa można wymienić postać ojca Benjamina Braddocka (granego przez Dustina Hoffmana) w filmie Absolwent (1967). Grał w serialach St. Elsewhere (1982–1988, jako doktor Mark Craig; za tę rolę wyróżniony nagrodą Emmy) oraz Boy Meets World (1993–2001, jako nauczyciel George Feeny). Sławę przyniosła mu również rola głosowa – udzielał głosu mówiącemu samochodowi K.I.T.T. w serialu Nieustraszony (ang. Knight Rider, 1982–1986). W 2005 roku występował w serialu telewizyjnym Podkomisarz Brenda Johnson.
Znany z działalności charytatywnej, wielokrotnie odwiedzał szpitale dziecięce. W latach 1999–2001 kierował związkiem zawodowym Screen Actors Guild. Od 1951 jest żonaty z aktorką Bonnie Bartlett, ma dwoje dzieci. Występował wspólnie z żoną zarówno w Boy Meets World, jak i St. Elsewhere (gdzie tworzyli parę małżeńską również na ekranie). W 1986 oboje zostali laureatami telewizyjnej nagrody Emmy za St. Elsewhere.